# Военная коллегия (Швеция)
Военная коллегия (швед. Krigskollegium) – центральное государственное учреждение Швеции, с 1636 по 1865 г. ведавшее вопросами обороны государства.
5 июня 1630 г. шведский король Густав II Адольф, готовившийся отплыть в Германию, где шла Тридцатилетняя война, издал в Эльвстаббене указ об учреждении Военного суда (krigsrätten), называвшегося ещё иногда Военным советом (krigsrådet). Президентом нового учреждения стал марск. Кроме него в штате суда состоял вице-президент и пять асессоров, из которых один был гражданским лицом. 
В форме правления 1634 г. совет упоминается как вторая по значимости коллегия, однако формирование нового учреждения было завершено лишь в 20 марта 1636 г., когда был издан его первый регламент. Тогда же коллегия получила название Военной. 
Согласно регламенту, Военная коллегия обладала административной и судебной властью, к её ведению относились вопросы комплектования армии, надзор за состоянием крепостей, снабжение  войск, а также поддержание в них военной дисциплины. Судебные функции коллегия сохраняла за собой до 1683 г., когда был образован Высший военный трибунал (generalkrigsrätt), после чего её деятельность ограничилась чисто административными вопросами, за исключением периода с 1774 по 1791 г., когда вопросы, находившиеся в ведении военного трибунала, вновь были переданы в Военную коллегию.
Во главе коллегии вплоть до 1696 г. стоял риксмарск, после чего в этом учреждении была введена должность президента.
При Карле XII осуществлялись попытки реорганизовать военное управление в стране, однако после его гибели коллегия вновь была восстановлена и 16 октября 1723 г. получила новый регламент. Теперь президентом коллегии могло стать лишь лицо, не входящее в состав риксрода. Вопросы решались на всеобщем собрании – пленуме – вплоть до 1782 г., когда коллегия была поделена на департаменты. Со временем число департаментов увеличивалось. В 1850 г. должность президента была упразднена, а коллегия стала подразделяться на четыре отделения: артиллерийское (artilleriavdelningen), инженерное (fortifikationsavdelningen), интендантское (intendentsavdelningen) и финансовое (avlöningsavdelningen).
Функции коллегии в 1865 г. были переданы Армейскому управлению (Arméförvaltningen).